# Postbeutel

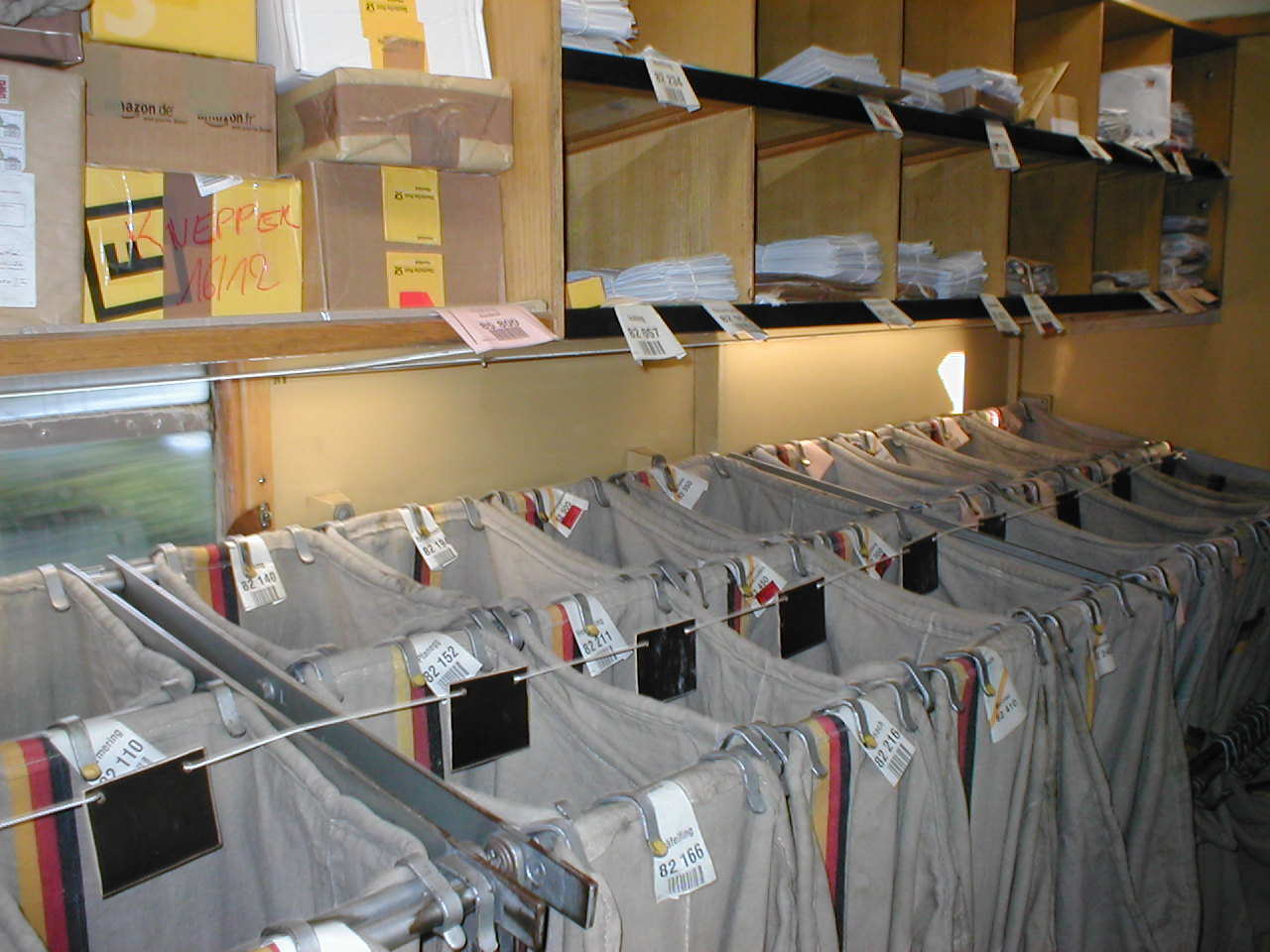
Beutelspanne oder auch Beutelgestell mit Beuteln der Größe III in einem Bahnpostwagen der Deutschen Bundespost

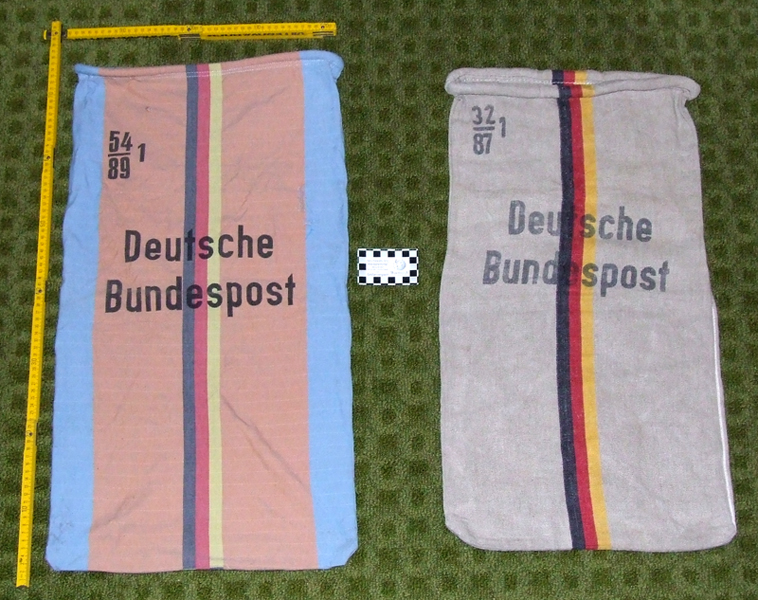
Links: EMS Postbeutel, rechts: kleiner Briefbeutel der Größe I wie er fast ausschließlich als Wertbeutel eingesetzt wurde

Der Postbeutel, seltener auch Briefbeutel, fälschlich auch Postsack oder Briefsack genannt, dient zum Transport von Postsendungen wie Postkarten und Briefen. Ein Vorgänger ist das Felleisen. Zu den ältesten Exemplaren im Bundespostmuseum gehören die Feldpostbeutel aus dem Dreißigjährigen Krieg, damit zählt er zu den ältesten noch in Gebrauch befindlichen Transportmitteln für Postsendungen. Heute wird für den Transport von Postsendungen meist auf Briefbehälter zurückgegriffen. Der Postbeutel ist von der Briefkastenleerungstasche zu unterscheiden, welche zum Leeren der Briefkästen dient.
Dieser Artikel behandelt hauptsächlich die Postbeutel der Deutschen Bundespost. Postbeutel werden aber auch bei anderen Postdienstleistern verwendet.

## Geschichte
Die Qualität der Postbeutel machte sie im Zweiten Weltkrieg zur begehrten Kriegsbeute. Wegen der Zerstörung großer Schwerwebereien, die die Säcke herstellten, griff die Post nach 1945 zu improvisierten Speicher- und Transportmaterialien, etwa Postsäcken aus Papier. Auch Jute und Kubazucker kamen als Materialien ins Spiel. Die US-Besatzer spendierten Zeltbahnen, woraus 900.000 Postsäcke genäht wurden. In den 1950er Jahren lieferte die Schweiz Jutesäcke an die Deutsche Post, die aber bald ausschieden, weil sie bei Feuchtigkeit leicht vermoderten und zerfielen und zu viel Staub erzeugten. Durch die Einarbeitung von Hanf und Flachs (vorher auch Asbest) reduzierte sich der Staub.
Der Staub war schon Jahrzehnte vorher als Problem erkannt worden. So trat die Reichspost 1930 als Staub-Gegnerin auf der Hygieneausstellung in Dresden auf: „Kein Knasterduft verdirbt die Sphäre / Zutritt ist Hunden nicht erlaubt / nach Regeln der Gesundheitslehre / sorgfältig wird der Raum entstaubt.“ Es gab Anweisungen, die Beutel zu wenden, und Routinen, die Verteilungsstellen regelmäßig zu kehren. In den 1930er Jahren setzte die Reichspost Tische mit Löchern ein, auf denen die Postsäcke entleert wurden. Die Löcher sollten den Staub nach unten treiben, wo er von einer Saugleitung aufgefangen wurde. Das System versagte wegen der zu geringen Saugleistung. Einrichtungen mit stärkerer Saugleistung hätten den Raum abgekühlt. Daraufhin bekam die Firma Mix & Genest den Auftrag, eine Entstaubungskammer für Postsäcke zu konstruieren.
Das größte Beutelreinigungswerk wurde 1936 im Postamt O17 am Schlesischen Bahnhof in Berlin eröffnet. Hier konnten 35.000 Postbeutel und -säcke täglich entstaubt, gereinigt und geflickt werden. Dabei kamen neben der Handarbeit auch Entstaubungstrommeln, Schüttelwerke und Filteranlagen zum Einsatz.
Die Reinigung der Beutel regelte das Posttechnische Zentralamt in Darmstadt, indem es nach dem Zweiten Weltkrieg die zerstörten Beutelreinigungswerke wieder instand setzte.

## Material
Gewöhnliche Postbeutel bestehen meist aus strapazierfähigem Leinen, Jute oder ähnlichen Textilgeweben. Luftpost oder Express Mail Service (EMS) Beutel bestehen um Gewicht für den teuren Lufttransport zu sparen aus leichteren Stoffarten, zumeist Baumwolle. Bei neueren Beuteln werden auch strapazierfähige Kunststoffgewebe eingesetzt. Bedruckt sind die Beutel mit dem Namen des jeweiligen Postunternehmens. Früher wurden die Postsendungen oft in Bahnpostwagen sortiert und in einer sogenannten Beutelspanne, die für jede Leitregion einen Beutel besaß, verworfen. Seit der Einführung moderner Postzentren mit Postsortierstraßen werden zum Transport meist Postcontainer eingesetzt. Wenn überhaupt, findet man Postbeutel heute nur noch im internationalen Flugposttransport oder als Ablagestellenbeutel.

## Beutelarten
Die Form der Brief- und Paketpost, die Länge der Beförderungsstrecke, die Art der Beförderungsmittel und der Verwendungszweck bestimmten bei der Deutschen Bundespost Größe, Aufschrift und Beschaffenheit der Beutel.

### Briefbeutel

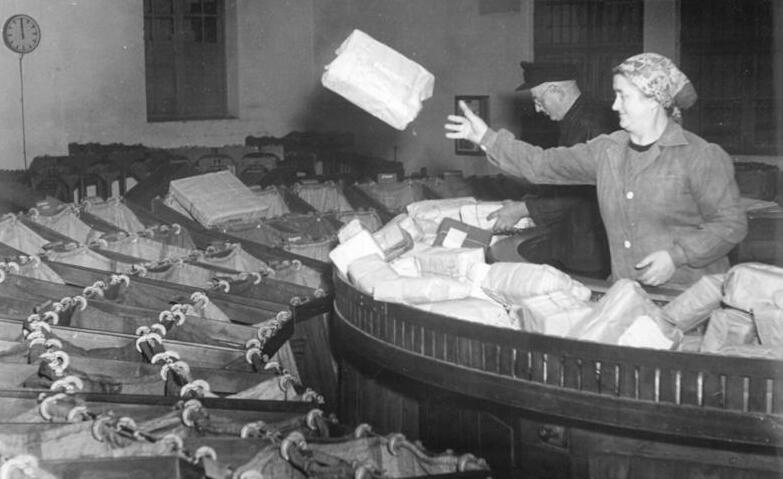
Sortierkraft sortiert die Päckchen nach den Bestimmungsorten und verwirft diese in die aufgebauten Briefbeutel (1953).

Sie waren die Standardbeutel und wurden in allen Bereichen außer für Luftpost und EMS eingesetzt. Je nach Beutelfahne wurden sie so zum Brief-, Päckchen-, Wert-, Einschreib-, Eilpost-, Zeitungs-, Drucksachen-, Massendrucksachen-, Versack- oder Ablagebeutel.
Es waren drei Größen in Gebrauch (Länge × Breite):
- 1: 125 cm × 41 cm; Diese waren wegen der geringen Größe für den Versand von gewöhnlichen Sendungen ungeeignet und wurden fast nur als Wertbeutel verwendet. Vor allem zum Versand von Barzuschüssen und Barablieferungen zwischen den Postämtern und Poststellen und der Geldsammelkasse.
- 2: 100 cm × 58 cm; Auch diese Größe wurde überwiegend als Wertbeutel verwendet.
- 3: 125 cm × 75 cm; Diese Größe war der Standardbeutel, der an den Beutelgestellen verwendet wurde. In diese wurden Briefbunde, Stückbriefsendungen, Grobsendungen und Päckchen verworfen und befördert. Wohl weit über 90 % aller Postbeutel entsprachen dieser Art und Größe.

Als Textilgewebe wurde in der Regel graues Leinen verwendet. Aus Mangel an Rohstoffen waren vorübergehend (vor 1952) auch Inlandsbeutel aus Jute zugelassen, die aber wieder durch rundgewebte Leinenbeutel ersetzt wurden, die nahtlos gewebt werden konnten und deren Haltbarkeit mit einer durchschnittlichen Lebensdauer von 20 Jahren fünfmal so groß ist.

### Paketsack

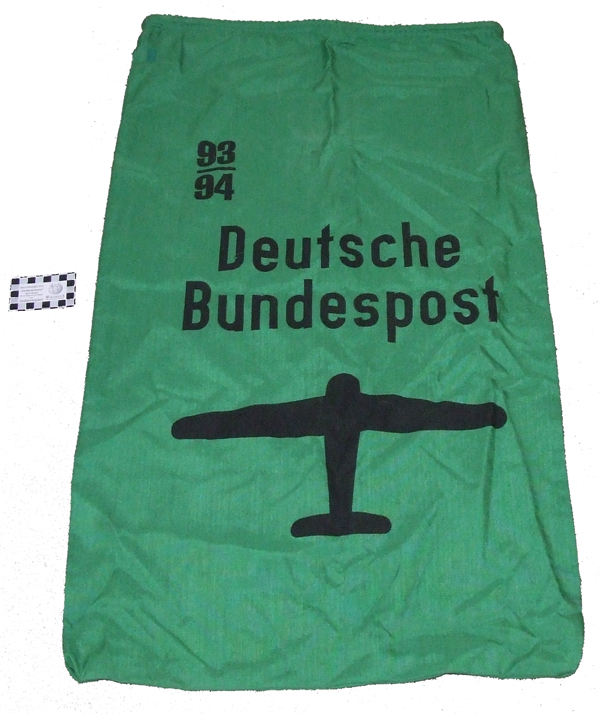
Luftpostbeutel mit Abbildung eines Flugzeuges

Paketsäcke waren für den Inlands- und Europaverkehr nur in einer Größe von 133 cm × 83 cm bei einem Umfang von 166 cm in Gebrauch. Die Säcke hatten rechteckige Böden, einen Rucksackverschluss mit Lochösen und zwei Handgriffen. Das Fassungsvermögen wurde der körperlichen Leistungsfähigkeit des Personals angepasst und der Umfang daher auf 102 cm reduziert. Damit wurde die Akzeptanz erhöht, da die Zusammenfassung der Pakete in Säcken die Bearbeitung beschleunigte. Seit der Einführung der Paketrollbehälter Anfang der achtziger Jahre wurden die Paketsäcke nicht mehr verwendet und ausgemustert.
Im außereuropäischen Verkehr wurden Paketsäcke in drei Größen benutzt.
- 120 cm × 45 cm
- 120 cm × 55 cm
- 130 cm × 65 cm

Daneben kamen aber auch Überseebeutel in der Größe III (125 cm × 75 cm), die statt Ösen zum Aufhängen über einen Wulstrand verfügen, zum Einsatz.

### Luftpostbeutel
Luftpostbeutel bestanden, um Gewicht für die teure Luftfracht zu sparen, aus besonders leichtem Leinen oder festem Baumwollgewebe in hellblauer Farbe für den Postabgang ins Ausland und in grüner Farbe für den Innerdeutschen Postabgang, der über das Nachtluftpostnetz befördert wurde.

### EMS-Beutel
Express-Mail-Service-Beutel bestanden aus Baumwolle in den EMS-Farben Blau und Rot. Sie gab es in vielen verschiedenen Größen und sie wurden nur von Wertstelle zu Wertstelle mit einem eigenen EMS-Ladezettel versandt.

### Ablagebeutel

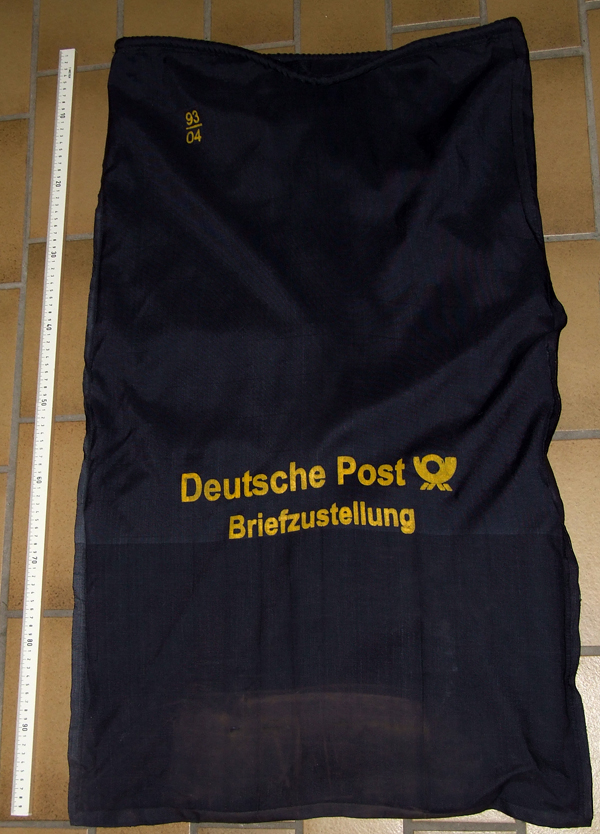
Moderner Postablagebeutel der Deutschen Post AG

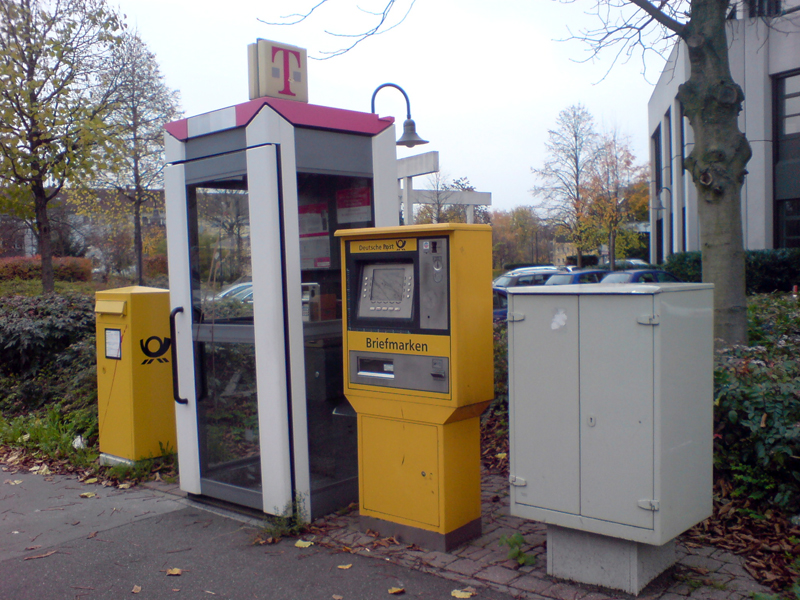
Ganz rechts in Grau: ein Postablagekasten

Die Zusteller können meist nicht die gesamte Postmenge eines Bezirkes auf einmal mitnehmen. Deshalb werden sogenannte Ablagen gefertigt, mit denen der Briefträger seine Taschen jeweils wieder auffüllt. Diese Ablagen befinden sich entweder in verschließbaren sogenannten Postablagekasten oder werden, wo eine Aufstellung dieser nicht möglich ist, an Ablagestellen hinterlegt. Diese Ablagestellen befinden sich bei Vertrauenspersonen, die einen Postablagevertrag mit der Post geschlossen haben, in dem sie sich verpflichten, den Beutel bis zur Abholung unter Verschluss zu halten oder zu beaufsichtigen. Da diese Beutel vorübergehend aus dem Einflussbereich der Post entfernt sind, sind diese mit einem Ablageschloss versehen, zu dem nur die Post den Schlüssel hat. Diese Beutel gibt es nur in einer Größe, sind aus Baumwolle oder ähnlich leichtem Material und werden als einzige im Bereich der deutschen Post auch heute noch hergestellt und eingesetzt. Ursprünglich wurden zu diesem Zweck normale Briefbeutel eingesetzt, wobei das Verwenden von EMS- oder Luftpostbeuteln untersagt war. Da die Luftpostbeutel zum eigentlichen Zweck nicht mehr gebraucht werden, aber immer noch in hoher Zahl vorhanden sind, werden heutzutage häufig auch diese als Ablagebeutel verwendet.

### Innenbeutel
Mit ihnen wurden Ladungsgegenstände, die nachgewiesen oder besonders sorgsam behandelt werden mussten, gesichert von und zur Übergabestelle befördert. Sie waren rot und bestanden aus Baumwollgarn (Nesselstoff). Von den insgesamt vier Größen wurden meist nur die Größe I (40 cm × 25 cm) und die Größe II (60 cm × 35 cm) verwendet. Sie wurden normalerweise, meist zu mehreren, in größere Beutel versackt.

### Versteckbeutel
Sie bestanden aus hellrotem, leichten Leinengarn oder aus Baumwolle in der Größe 50 cm × 40 cm und dienten zum Verpacken von umfangreichen und schweren Drucksachen und Warenproben, von Sendungen in Rollenform sowie von Ortsbriefbunden im Verkehr von Postämtern untereinander. Der Bedarf an Beuteln dieser Art war gering, weil für diesen Zweck meist Inlandsbeutel der Größe I benutzt wurden.

### Sonderformen

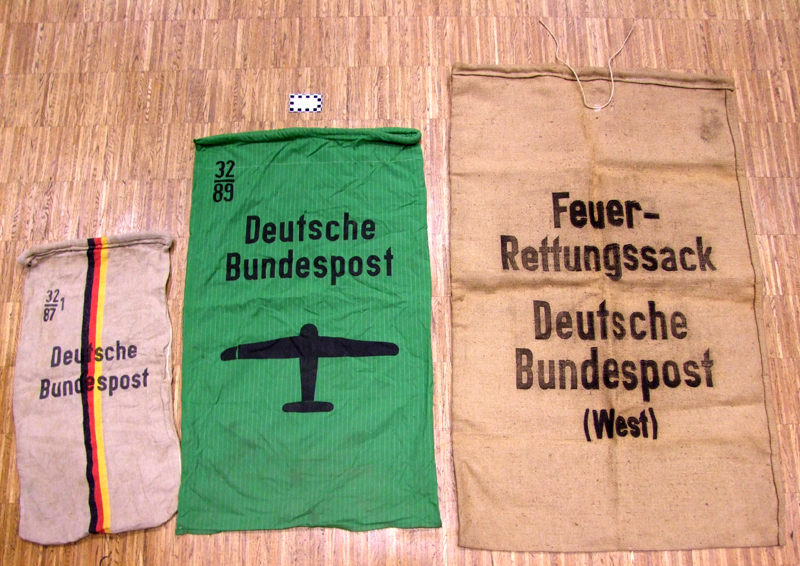
Feuerrettungssack im Vergleich zum kleinsten Normalbeutel und Luftpostbeutel

Ladesäcke (früher Kurssäcke) wurden für den Postenaustausch im Bahnpost- und Kraftpostdienst benutzt. Es handelte sich hierbei gewöhnlich um Briefbeutel der Größe III aus festem Leinen. Als Feuerrettungssäcke wurden auch noch brauchbare Briefbeutel oder Säcke ohne Wulstrand verwendet. Beide Sonderformen gehörten zu den Ausstattungsgegenständen der Postämter, die nachzuweisen waren.

## Kennzeichnung
Für die Kennzeichnung der Postbeutel der Deutschen Bundespost galt:
- Alle Postbeutel tragen oben links im Eck eine Bruchzahl, die obere Zahl zeigt entweder die Herstellungswoche, oder bei manchen Serien auch die postinterne Herstellernummer, die untere das Herstellungsjahr. Beutelarten, die es in verschiedenen Größen gab, hatten dahinter noch die Größenangabe.
- Brief- und EMS-Beutel sowie Paketsäcke trugen in schwarzer Farbe den Aufdruck Deutsche Bundespost und hatten einen eingewebten Streifen in den Bundesfarben.
- Luftpostbeutel trugen in schwarzer Farbe den Aufdruck Deutsche Bundespost und die Bezeichnung Luftpost bzw. später das Piktogramm eines Flugzeugs. Paketsäcke trugen die Aufschrift Paketsack, im Auslandsverkehr wurden diese mit Colis Postaux gekennzeichnet.
- Innenbeutel trugen nur die Aufschrift Deutsche Bundespost in schwarzer Farbe.
- Ablagebeutel sind dunkelblau und tragen die gelbe Aufschrift Deutsche Post Briefzustellung sowie ein Posthorn.

## Verschluss

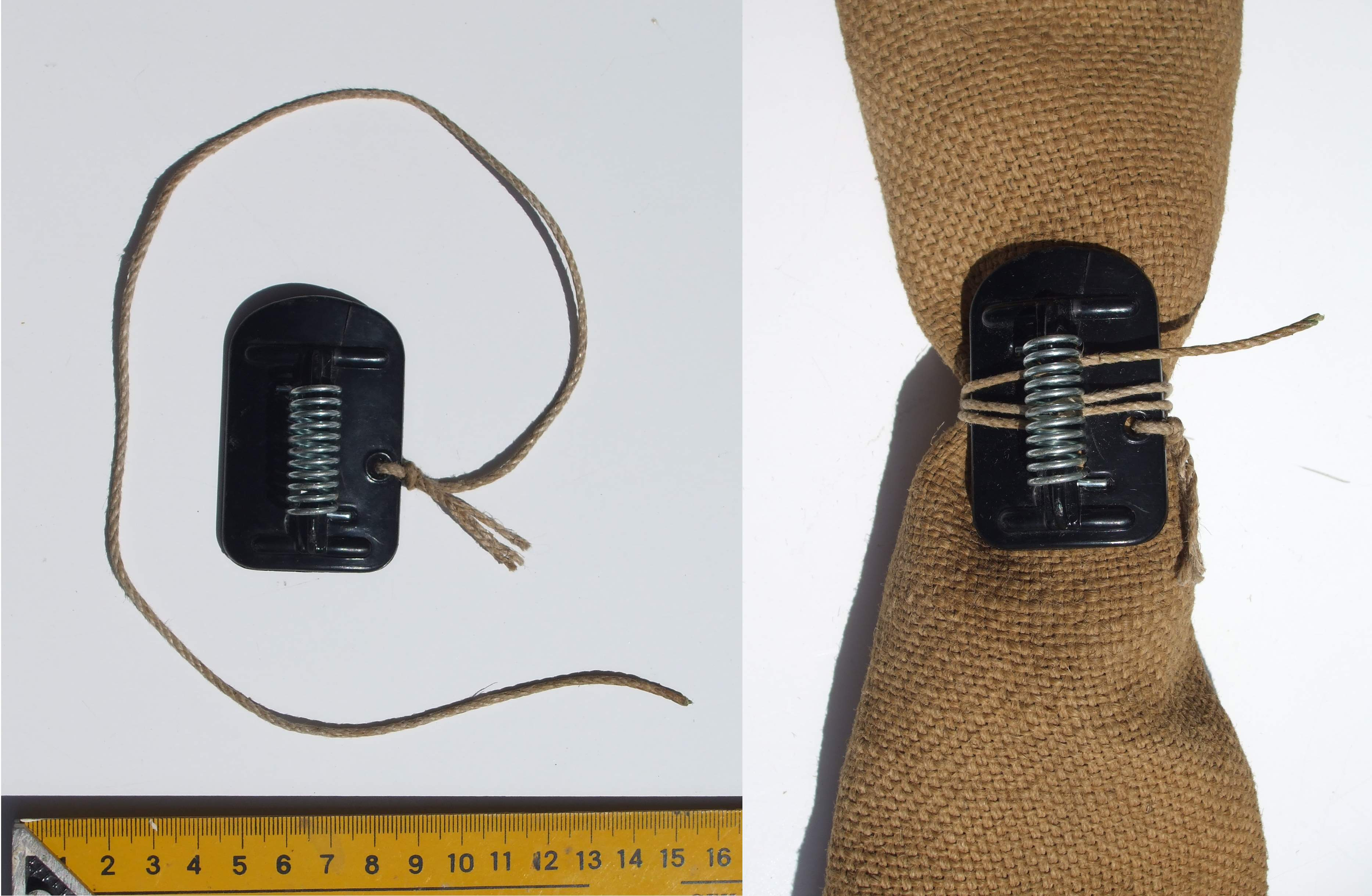
Die Beutelschließe, ein wiederverwendbarer Beutelverschluss

Postbeutel, die keine Nachzuweisenden Sendungen enthielten, wurden im internen Postversand mit einem wiederverwendbaren Beutelverschluss, der Beutelschließe, versehen. Dies war eine aus Plastik oder Blech bestehende Platte, an der eine Feder angebracht war. Durch Umwickeln mit der Schnur wurde der Beutel verschlossen. Zusätzlich wurde unter der Scheibe die so genannte Beutelfahne angebracht, auf der der Bestimmungsort vermerkt war. Wertbeutel und Beutel die während des Versandes den Einflussbereich der Post verließen, zum Beispiel beim Luftpost- oder Bahnpostversand ohne begleitende Postmitarbeiter, wurden die Beutel mit Hilfe einer Plombenschnur und Plombe mittels einer Plombenzange verplombt, diese Beutel wurden mit einem speziellen Beutelmesser geöffnet. Die zugedrückte Plombe zeigte ein Posthorn und den Schriftzug Post. Postablagebeutel wurden mit einem Beutelschloss versehen. Dieses ist der Beutelschließe ähnlich, hat aber, anstatt der Schnur und der Feder, eine Kette, die mittels eines Schlosses gesichert wird, sowie eine Adressplakette. Die Beutel mussten zur Entleerung grundsätzlich gewendet werden um sicherzustellen, dass kein Brief im Beutel zurückblieb (sog. Brieffalle).

## Logistik

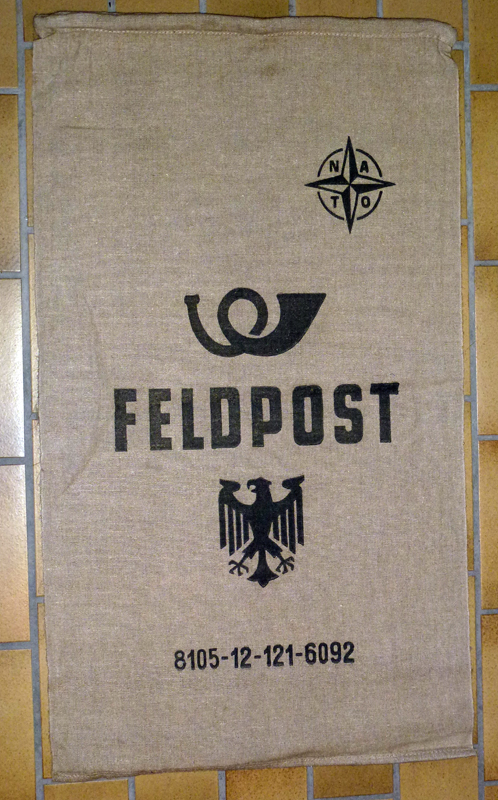
Postbeutel der Feldpost der Bundeswehr.

Die Ermittlung des Beutelbedarfs und die Verwaltung der Beutel oblag der Beutelhauptausgleichstelle beim Posttechnischen Zentralamt in Darmstadt, das auch für die Beschaffung zuständig war. Daneben waren bei den großen Post- und Bahnpostämtern Beutelausgleichstellen eingerichtet. Sie regelten den Bedarf und Umlauf in ihrem Versorgungsbereich, der mehrere Oberpostdirektionen umfasste. In jedem Oberpostdirektionsbezirk gab es eine Beutelsammelstelle für den Ausgleich innerhalb des Bezirkes. Einigen dieser Beutelausgleich- und Sammelstellen wurde die Beutelpflege (Unterhaltung und Ausmusterung der Beutel) übertragen. Diese sorgten für die Reinigung und ggf. die Instandsetzung oder Ausmusterung der Beutel. Dazu verfügten sie über die erforderlichen Geräte wie Beutelstopfmaschine und Beutelreinigungsanlage.

## Philatelie
Bereits 1969 gab es bei den Berliner Marken zum Weltkongress des Personals der Post-, Telegrafen- und Telefonbetriebe (IPTT) eine Marke, die Luftpostverladekräfte aus der Schweiz mit Luftpostbeuteln zeigte. Außerdem wurden im letzten Briefmarken-Jahrgang der Deutschen Bundespost Berlin zwei Wohlfahrtsmarken ausgegeben, auf denen u. a. Postbeutel abgebildet waren. In der entsprechenden Bundesausgabe waren in der gleichen Serie nur auf einer Marke Postbeutel abgebildet.

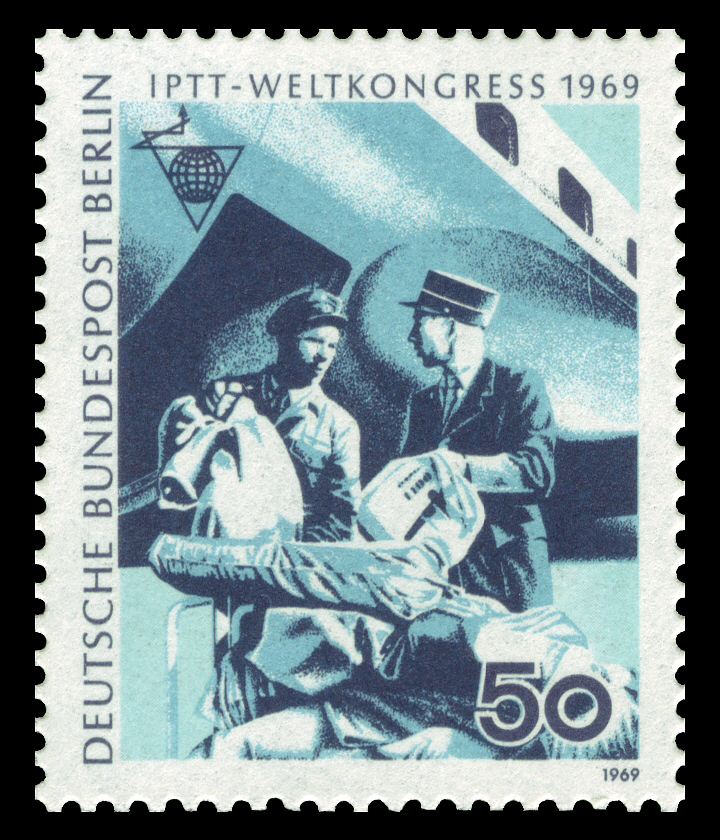
Luftpostverladekräfte aus der Schweiz
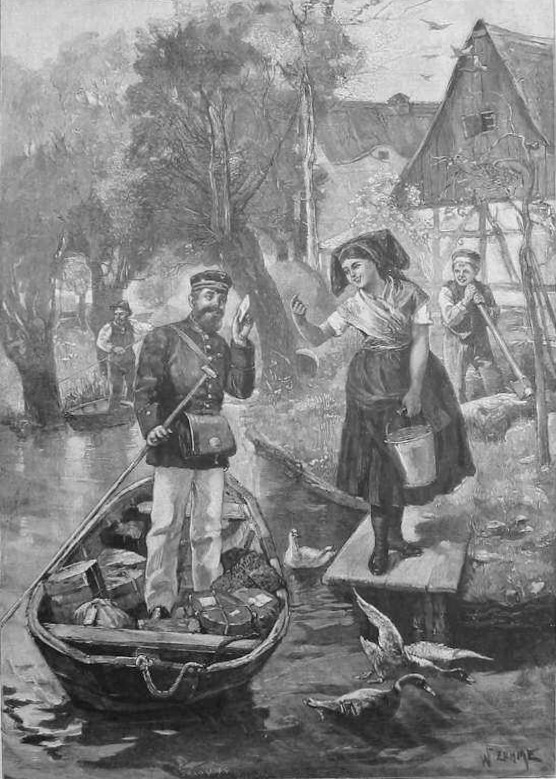
Zwar keine Briefmarke aber …

## Kunst
Der Künstler Karl Schaper verarbeitete Postbeutel in mehreren seiner Kunstwerke und Bilder, dazu zählen:
- Das letzte Stück Himmelblau, 1983, Öl auf Postsack, 120×140 cm
- Soldatenmütze, 1983, Zwei Postsäcke, gefaltet, farbig gefasst, 70×134×58 cm
- Deutsch-deutscher Dialog, 1984, Spaten, Holzspaten, zwei Postsäcke, Foto, 120×60×15 cm
- Postamt des Thanatos, 1984, Öl auf Leinwand, 200 × 300 cm (Nach einem Objekt aus vier Holzleitern, Sperrholzplatten, 14 Postsäcken und 27 Holzpostkarten)
- Hysterisch-hypernationaler Hampelmann oder: Deutsches Gespenst, 1985, Postsäcke, Weidenstangen, Ölfarbe, 202×85×200 cm
- Römische Hommage an Brecht, 1985, Zwei Postsäcke, farbig gefasst, zwei Äxte, 220×130×15 cm
- Hommage à Jean Lurçat in Gedanken an zwei deutsche Staaten, 1985/86, Textilien und Postsäcke auf Leinwand (in Zusammenarbeit mit Susanne Schaper), 400×235 cm
- Römische Wölfin, 1985, Bemalte Postsäcke auf Leinwand, 150×165×8 cm
- Vorsicht: Schwurhand!, 1985, Zwei Postsäcke, Holztonne, 155×55×40 cm
- Zwei Säcke, 1991, Öl auf Leinwand, 120×160 cm

Im Sackmuseum fand 2015 eine „Sonderausstellung Postsäcke“ statt.

## Amtsdeutsch
In seinem literarischen Werk „Früher begann der Tag mit einer Schußwunde“ von 1969 erwähnt Wolf Wondratschek ein angebliches Merkblatt zum § 49 der Allgemeinen Dienstanweisung (ADA) für das Post- und Fernmeldewesen, das Unklarheiten im Umgang mit den Begriffen „Wertsack“, „Wertbeutel“, „Versackbeutel“ und „Wertpaketsack“ beseitigen sollte.

„Sollte es sich bei der Inhaltsfeststellung eines Wertsacks herausstellen, dass ein in einem Wertsack versackter Versackbeutel statt im Wertsack in einem der im Wertsack versackten Wertbeutel versackt werden muss, so ist die in Frage kommende Versackstelle unverzüglich zu benachrichtigen.“

Dieser Text wird seit den 1960er Jahren als Paradebeispiel der Beamtensprache verbreitet. Allerdings hat das fragliche Merkblatt in dieser Form nie existiert, wie Postminister Werner Dollinger bereits 1967 im Deutschen Bundestag auf eine ernst gemeinte Anfrage des Abgeordneten Georg Kahn-Ackermann hin feststellte. Dollinger erklärte zum Ursprung der Geschichte, dass „unter den Postangehörigen humorvolle Gedichte und satirische Wortspiele über gewisse im Postbetriebsdienst vertraute Begriffe“ kursieren würden. Die Geschichte vom Wertsack-Merkblatt soll von einem jungen Postinspektor in die Welt gesetzt worden sein.